# Madagaskar
Madagaskar, formellt Republiken Madagaskar, är en stat belägen på ön Madagaskar i Indiska oceanen, öster om södra Afrika.
Madagaskar är till ytan världens fjärde största ö och gör anspråk på Îles Éparses-öarna, Bassas da India, Europaön, Glorieusesöarna, Tromelinön och Juan de Nova, som samtliga administreras av Frankrike.
Med sitt läge utanför Afrikas sydostkust skiljer sig Madagaskar tydligt från det afrikanska fastlandet såväl genom sitt förflutna, sitt naturliv som sin befolkning med kulturliv och språk. I de centrala och östra delarna bor folket merina, eller hova, som kom till ön för nästan 2 000 år sedan från de öar vi idag kallar Indonesien.
Madagaskar blev självständigt från Frankrike 1960. Sedan 1991 försöker man aktivt införa ett demokratiskt flerpartisystem. 2009 skedde en statskupp, men sedan 2013 utses landets ledning åter genom val.

## Namn
Ön kallades lokalt för Nossi dambo, "Vildsvinsön", men invånarna kallade sig själva för malagasi eller madegassers. Detta tog Marco Polo fasta på och introducerade namnet Madugascar på sin karta.

## Historia

### Tidig historia
Ön hade skilt sig från Gondwana (där bland annat Afrika, Antarktis, Australien och Sydamerika ingick) tillsammans med den indiska plattan och landmassan Madagaskar-Indien bröts senare upp. För cirka 120 miljoner år sedan nådde Madagaskar sin nuvarande position.

### Bosättning
Madagaskar har varit bebott relativt kort tid, sedan någon gång mellan 200-talet och 500-talet e.Kr. Sjöfarare från Sydostasien (den indonesiska övärlden) och bantufolk från det afrikanska fastlandet anlände ungefär samtidigt. I inhemsk, muntlig historisk litteratur nämns dock ett tidigare folk kallat Mikea.
På 700-talet anlade arabiska sjöfarare handelsstationer längs öns nordvästra kust och de tidigaste skriftliga källorna om Madagaskar historia kommer därifrån. Så småningom började öns olika kungadömen upprätta handelsförbindelser med stadsstaterna Sofala, Kilwa, Mombasa och Zanzibar på swahilikusten. Sakalavariket var länge det mäktigaste av dessa kunga- och hövdingadömen.
År 1500 anlände det första portugisiska skeppet, under Diogo Dias, till Madagaskar men portugiserna gjorde aldrig några kolonisationsförsök. Holländarna försökte i slutet av 1500-talet kolonisera ön, men misslyckades.[källa behövs]

### Tidig fransk inblandning
1642 proklamerade Frankrikes kung Ludvig XIII Madagaskar som en fransk besittning. Med hjälp av ett särskilt handelskompani grundat 1664 försökte Ludvig XIV förvandla Madagaskar till ett slags feodalstat där de rikaste franska kolonisterna skulle bilda en ny aristokrati. Förhållandena visade sig dock vara ogynnsamma och kungen tvingades till sist ta över landet för egen räkning. Under tiden i kronans ägo uppkom ständiga kontroverser mellan den kunglige amiral som ledde förvaltningen och nybyggarna. Invånarna gjorde uppror år 1672, dödade en stor del av fransmännen och reste sig två år senare ännu en gång.
I mer än hundra år försjönk ön sedan i glömska i Frankrike. Först på 1700-talet erinrade man sig åter om planerna från förr. Greve Fayd'herbe de Maudave anlände 1768 till Madagaskar, fick invånarna på sin sida och förvärvade ett stort landområde. Den franske guvernören på Mauritius lyckades dock redan 1770 se till att Maudave kallades hem. Den ungerske greven Maurice Benyovszky skickades 1774 av Ludvig XV med en truppstyrka till Madagaskar. Han koloniserade det inre av landet så gott han kunde under de svåra förhållandena, men han beordrades efter ett tag att upphöra med verksamheten och lämna ön. Trots att hövdingarna på ön utnämnde honom till kung reste han till Paris. Han återvände 1785 till Madagaskar, men guvernören i Mauritius behandlade honom då som konspiratör och lät överfalla och döda honom.

### Piratfäste
Under slutet av 1600-talet och början av 1700-talet var Madagaskar ökänd för sina pirater. Utöver Saklavariket på öns västra sida blomstrade under den här perioden betsimisarakafolket i öster och det lilla kungadömet Merina i de otillgängliga centrala delarna av ön.[källa behövs]

### Merinas expansion

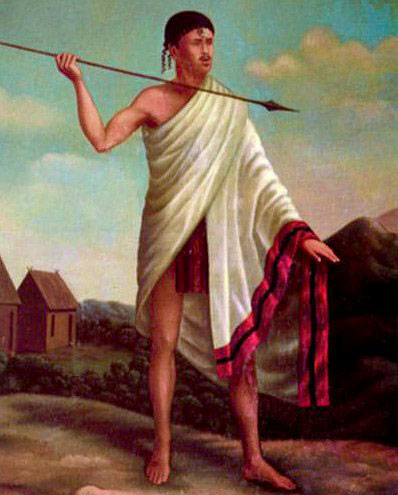
Kung Andrianampoinimerina utvidgade merinariket till stora delar av ön.

Under slutet av 1700-talet började dock Merina expandera genom erövringar och ingiften i andra kungahus och snart kontrollerade Merina i stort sett hela ön. Vid kung Andrianampoinimerinas död kontrollerade han ungefär två tredjedelar av ön och den var i princip enad under hans efterträdare Radama I, vilken 1810 lät utropa hovariket, och lät modernisera landet efter västerländskt mönster. Under drottning Ranavalona I:s regeringstid blev landet, som tidigare haft kontakter med Storbritannien och Frankrike, mer isolerat för att sedan åter öppnas upp efter hennes död 1861. Drottning Ranavalona II lät 1869 döpa sig och inledde en definitiv europeisering av landet. Hon efterträddes 1883 av Ranavalona III. 1882 började Frankrike på nytt göra sina anspråk på Madagaskar. 1885 tvingade man Ranavalona III att erkänna ön som franskt protektorat och att motta en fransk president i huvudstaden. Våldsamma protester i landet ledde 1894 till en öppen brytning.

### Fransk koloni

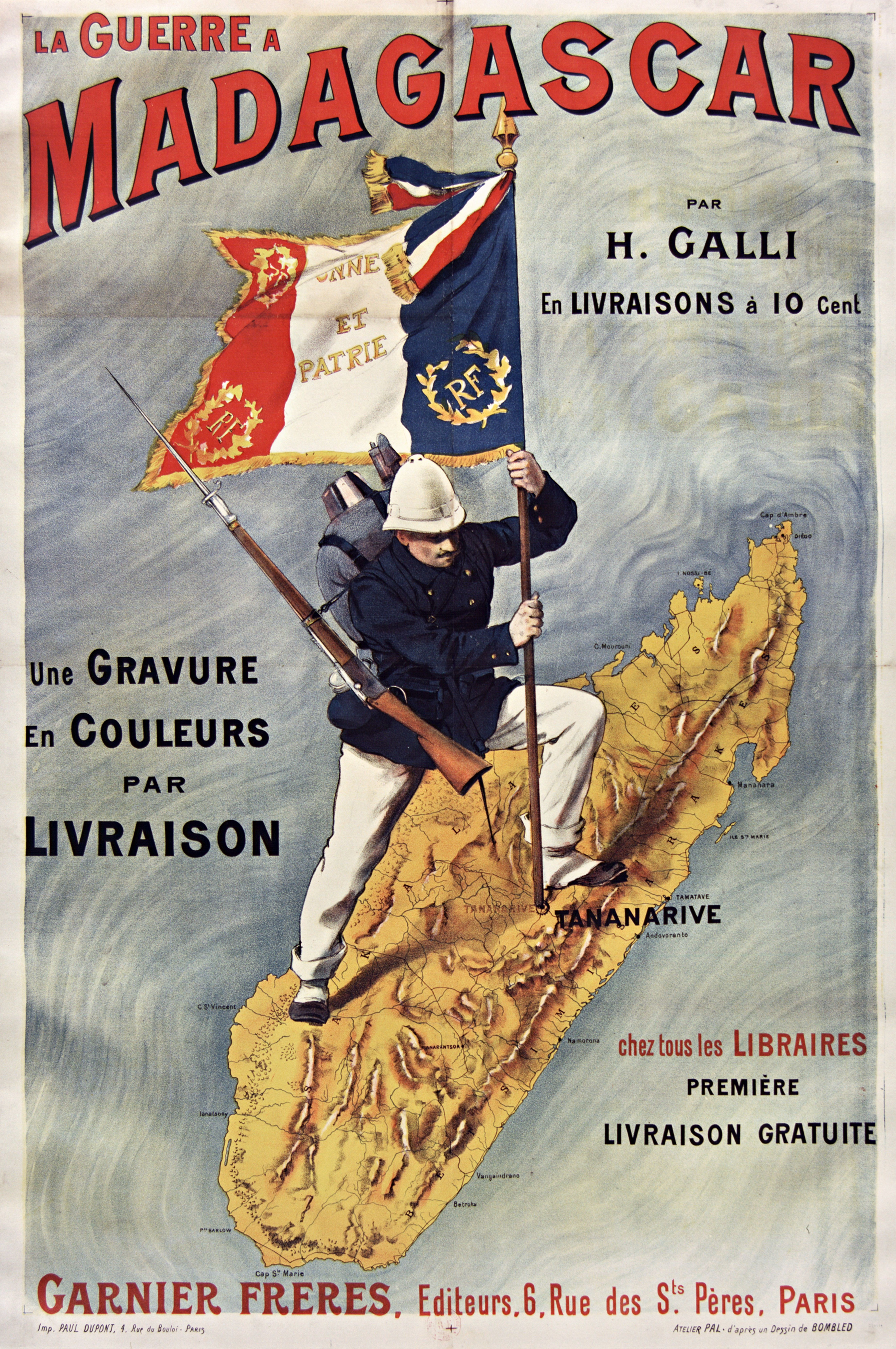
Omslaget till ett franskt planschverk med bilder från invasionen av Madagaskar.

Efter brytningen med Frankrike skickades trupper som utan motstånd besatte ön. År 1895 tvingades drottning Ranavalona III till fred, och Madagaskar blev en fransk skyddsstat. Ett uppror 1896 ledde slutligen till att Frankrike samma år förklarade Madagaskar som fransk koloni och 1897 avsattes drottning Ranavalona III. General Joseph Gallieni som kuvat upproret, blev öns förste guvernör. Ranavalona och hennes familj gick i exil i Algeriet, där hon avled 1917.
Under 1930-talet fanns önskemål i antisemitiska kretsar om att deportera alla judar från Europa till Madagaskar, vilket kallades för Madagaskarplanen. Denna plan genomfördes aldrig.

### Åter självständigt
Landet återfick sin självständighet 1960. Från 1975 var landet en socialistiskt inriktad enpartistat med band till Sovjetunionen. År 1992–1993 hölls demokratiska val, vilket avslutade 17 år av enpartistyre. År 1997 vann 1970- och 1980-talens ledare, Didier Ratsiraka presidentvalet, men förlorade 2001 mot Marc Ravalomanana. 
Den 14 mars 2009 uppgav ett antal medier att Marc Ravalomanana och regeringen hade avsatts av oppositionen i en icke konstitutionell process. Det var oppositionsledaren och dåvarande borgmästaren i Antananarivo, Andry Rajoelina, som stod bakom denna statskupp och Rajoelina förklarades av högsta domstolen vara president för ett interimistiskt regeringsorgan med ansvar att föra landet mot ett presidentval. 2010 antogs en ny konstitution genom en folkomröstning och därigenom etablerades en Fjärde Republik som bygger vidare på den demokratiska flerpartistruktur den tidigare konstitutionen vilat på. Efter att flera gånger ha blivit uppskjutet hölls i december 2013 slutligen ett nytt presidentval. Valet vanns av Hery Rajaonarimampianina som tillträdde som president i januari 2014.
Andry Rajoelina vann landets presidentval 2018. Detta gjorde att han blivit president i önationen Madagaskar en andra gång.

## Geografi

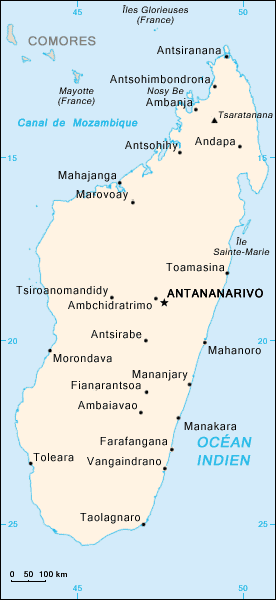
Madagaskar

Madagaskar är världens fjärde största ö. Från norr till söder är den cirka 1 600 km och från öster till väster 580 km. Öns storlek går att jämföra med Kenya och längden är nästan exakt den samma som Sveriges.
De största öarna är Nosy Be ("stora ön") och Sainte-Marie (även kallad Nosy Boraha).
Madagaskars anspråk på Bassas da India, Europa, Glorieusesöarna och Juan de Nova upprepades i en gemensam kommuniké vid president Ravalomananas statsbesök på Mauritius 21 december 2002. Frankrike anser sig ha rätt till öarna, som saknar fast befolkning, men är intressanta ur ekonomisk och strategisk synpunkt eftersom de omges av 200 sjömil territorialvatten.

### Topografi
Öns skogrika östsida genomkorsas av framrusande bäckar och faller brant ned i Indiska oceanen. Längre in i landet återfinns en bergig centralplatå som utgör 60  procent  av landets yta och har flera toppar högre än över 2 500 m ö.h. Olika geologiska epoker finns representerade i öns oländiga terräng med dess branter, vulkaniska formationer och djupt utskurna dalar. I väster sluttar högplatån långsamt ned till ett brett och bördigt slättlandskap. På det centrala höglandet har både natur och uppodlad mark sydasiatisk karaktär. 
Öns inre del domineras av det centrala höglandet, vilket i öst leder ner i regnskog och en smal kustlinje. Canal des Pangalanes är en 500 km lång kedja naturliga och konstgjorda sjöar med kanaler parallellt med östkusten. Många av Madagaskars naturliga hamnar är hotade av sediment från erosion i Madagaskars inland.
Höglandet i mitten av landet delar upp ön i två distinkta delar. Platån varierar i höjd mellan 750 och 1 350 m ö.h. och kännetecknas av terrasserade dalar med risodling mellan de kala kullarna. Då berggrunden har blivit kraftigt utsatt för erosion har den på vissa ställen färgats röd, vilket förklarar öns smeknamn "den röda ön".
Höglandet markeras av tre högre bergszoner, Tsaratanana-massivet i norr är vulkaniskt och separerar hamnstaden Antsiranana från resten av landet. Öns högsta berg, Maromokotro, med en höjd av 2 876 m ö.h. är beläget i det här massivet. Ankaratra är ett andra massiv. Det återfinns i centrala delen av ön söder om huvudstaden och har landers andra högsta berg med en höjd av 2 643 m ö.h. Ett tredje massiv är Andringitra-massivet med flera toppar över 2 400 m ö.h inklusive landets tredje och fjärde högsta punkter.

### Hydrografi
Madagaskars största flod är Betsiboka, och dess största sjö heter Alaotra.

### Klimat

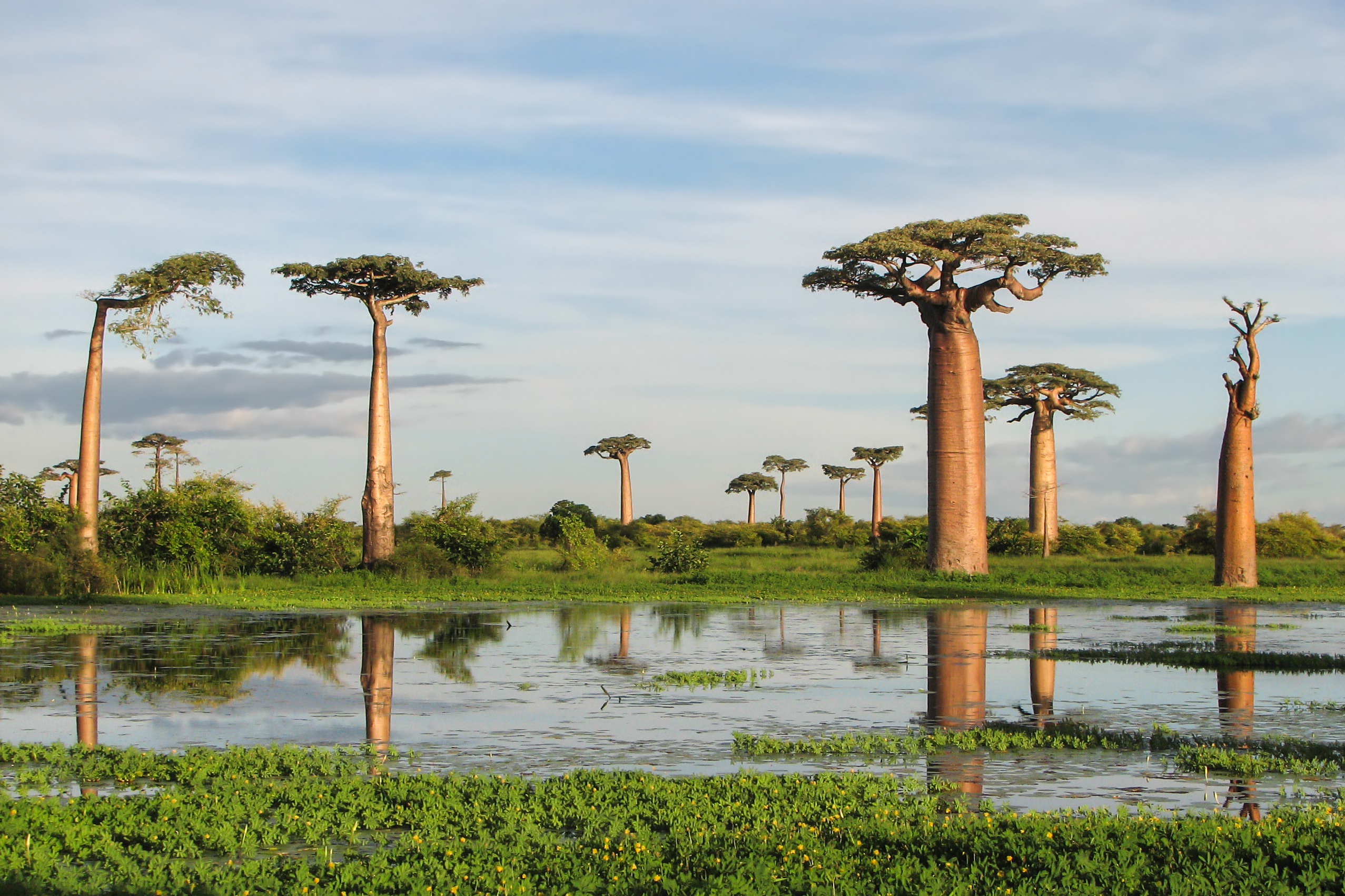
Adansonia grandidieri, apbrödsträd, Madagaskar

Klimatet är tropiskt längs kusterna, tempererat i inlandet och torrt i söder. Ibland förekommer cykloner.

### Växt- och djurliv

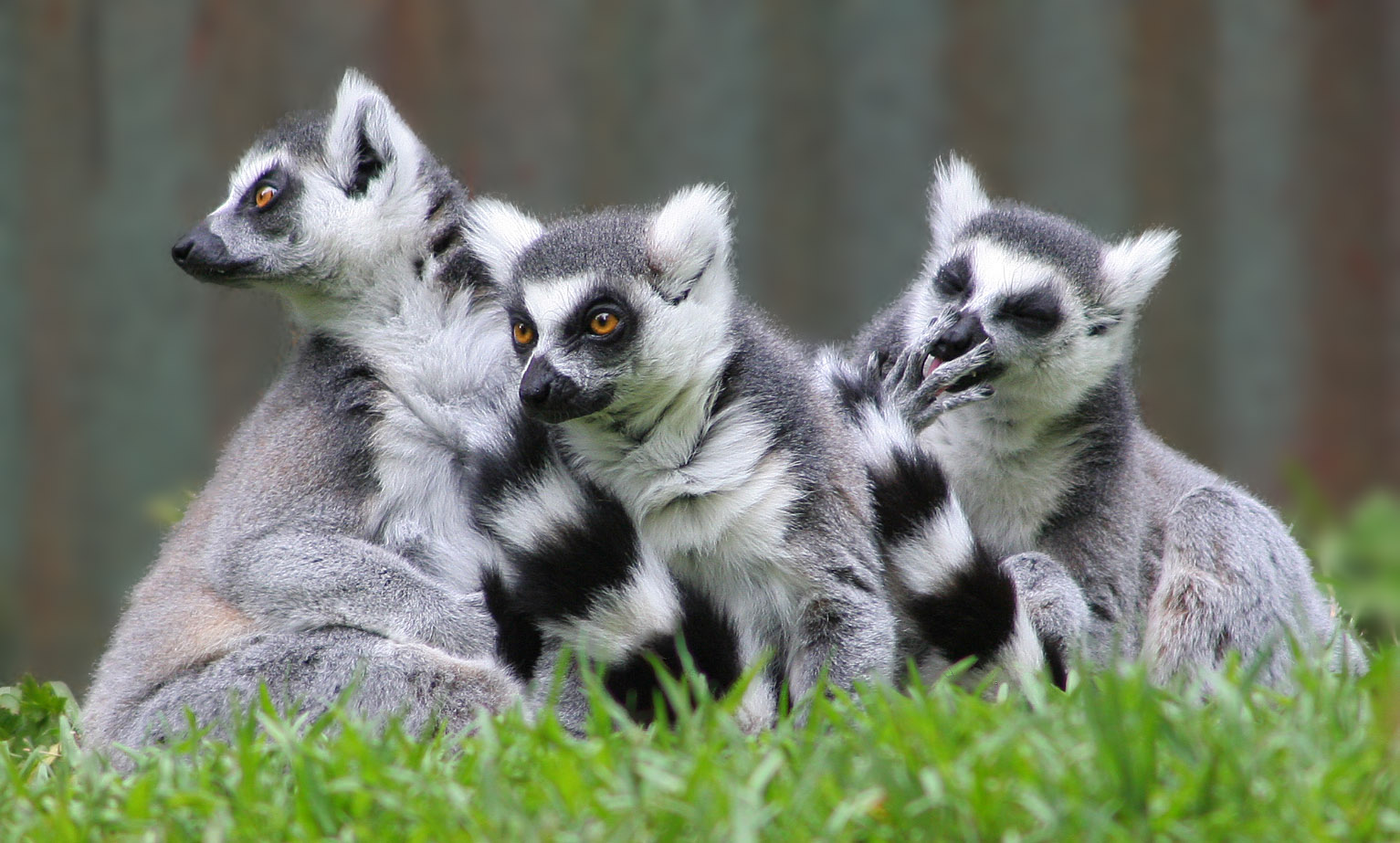
Ringsvanslemuren förknippas vanligen med Madagaskar.

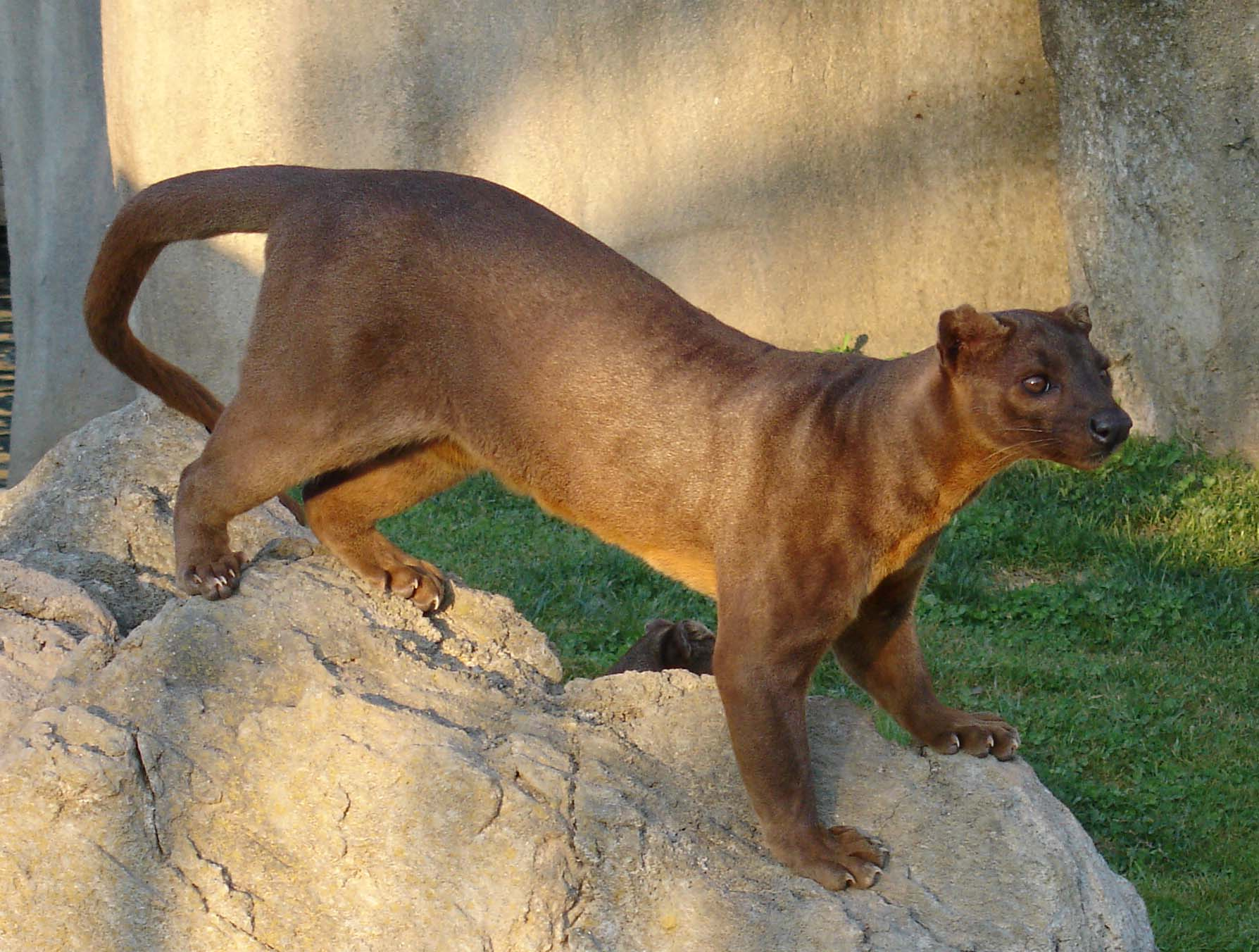
Fossan tillhör öns endemiska rovdjursfamilj.

Madagaskar har varit skilt från det afrikanska fastlandet i mer än 50 miljoner år och har med tiden utvecklat sin egen särpräglade natur. Tre fjärdedelar av floran och faunan finns bara här och ingen annanstans. Ön är känd för sina 28 olika sorters lemurer - små primater med stora ögon - och för de små taggiga, insektsätande däggdjuren i familjen tanrekar. Många av öns 1 000 orkidéarter är endemiska, och här finns också hälften av världens alla kameleonter.
Före människans ankomst var ön troligen helt täckt av skog. Regionen nära kustlinjen kännetecknas av tropisk regnskog, men av den ursprungliga regnskogen finns bara 4 procent kvar. Den största kvarvarande ytan av sammanhängande regnskog ligger på Masoalahalvön i ön nordöstra del. Idag går regnskogen längre västerut över i fuktig savann och sedan i torr savann. Madagaskars södra del är numera täckt av savann med taggiga växter.
För närvarande är 90 procent av ön täckt med denna stäpp. Trots förbud använder Madagaskars bönder svedjebruk på 50 procent av stäppen. På så sätt utvecklas dessa områden till artfattiga ytor med gräs av släktet Aristida.
På Madagaskar förekommer flera djurarter som är endemiska för ön. Inhemska rovdjur tillhör alla familjen Eupleridae med arter som fossa, fanaloka och falanok. Särskilt kända är vissa grupper av primater som bara lever här, bland annat lemurer, fingerdjuret, muslemurer och indrier. En annan djurgrupp som nästan uteslutande förekommer på ön är tanrekar. Flera av dessa djurgrupper fanns på  Madagaskar innan ön skildes från Afrikas fastland. Därefter bildades flera olika arter som alla intog sin ekologiska nisch.
På Madagaskar lever flera hotade arter. Av doppingar fanns ursprungligen två arter på ön. Tachybaptus rufolavatus är redan utrotad och Tachybaptus pelzelnii listas av IUCN som sårbar. Andfågeln Anas bernieri klassificeras som starkt hotad. För några hundra år sedan fanns särskilt stora djur på ön som räknades till den så kallade megafaunan. Elefantfåglar dog troligen ut under 1500-talet och lýemurer av släktena Megaladapis och Palaeopropithecus var upp till 1,5 meter långa. Från ön är även tre utdöda arter av flodhästar kända.
Groddjurspopulationen utgörs huvudsakligen av familjerna Mantellidae, trångmynta grodor (Microhylidae) och gräsgrodor (Hyperoliidae). För närvarande är ungefär 250 arter dokumenterade. Trots den framskridande förstöringen av habitat hittas fortfarande nya arter.[källa behövs]

### Naturskydd och miljöproblem
Några av Madagaskars största miljöproblem är vattenföroreningar, att flera arter i öns unika flora och fauna är hotade samt jorderosion på grund av skogsavverkning. Flera arter hotas av regionens urbanisering och svedjebruk. Madagaskars regering förankrade miljöbevarande i landets författning men befolkningsökning och fattigdom begränsar möjligheter för styrning. Elektricitet är dyrt på Madagaskar och därför används ofta (även i städer) träkol för matlagning. Under den senaste tiden ökade naturskyddsområdenas yta med 200 procent men ofta är det svårt att kontrollera dessa områden. Till exempel fanns nationalparken Masoala i början bara på pappret och den ignorerades av områdets befolkning.
Enligt Världsbanken har Madagaskar "världsrekord i erosion" av bördig jord. På flera platser återfinns grundvattenytan betydlig lägre än tidigare. Sediment  flyttas av floderna till havet och begraver där värdefulla koralldjur. Flera fiskarter förlorar därmed sina fortplantningsplatser och yngelhabitat. På några platser påbörjades konstgjorda rev men ofta kan de inte kompensera slammets förstöringskraft.

## Styre och politik

### Författning och styre
Landets senaste författning godkändes i en folkomröstning år 2010. 
Madagaskars president har en stark ställning och innehar samtidigt posten som landets överbefälhavare. Presidenten har därutöver befogenhet att  utlysa folkomröstningar och upplösa nationalförsamlingen när minst ett år förflutit sedan det senaste presidentvalet. Presidenten väljs i allmänna val vart femte år och måste ha en ålder av minst 35 år.
Madagaskars premiärminister utses av presidenten och ansvarar för att föreslå regeringens medlemmar och presidenten utfärdar direktiv för arbetet.
Parlamentet består av två kammare, senaten och nationalförsamlingen, och har den lagstiftande makten. Senaten består av 63 ledamöter och två tredjedelar av dessa väljs vart femte år av ett elektorskollegium som består av landets borgmästare samt regionala politiker. Övriga ledamöter utses av presidenten.
Nationalförsamlingens består av 151 ledamöter. Dessa väljs i allmänna val vart femte år i en kombination av proportionell representation och direktval i enmansvalkretsar.

### Administrativ indelning

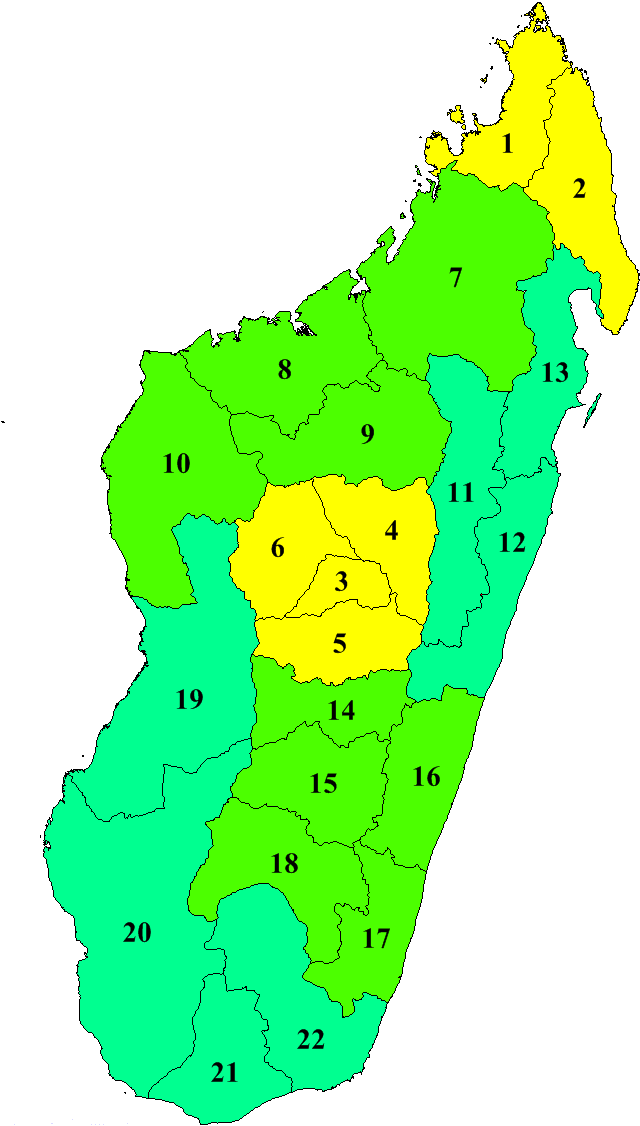
Madagaskars regioner.

Enligt en författningsändring år 2007 ersattes de tidigare sex provinserna med 22 regioner. vilka i sin tur är indelade i 119 distrikt. Distrikten är indelade i 1 597 communes.

### Rättsväsen
Madagaskars rättsväsen är starkt påverkad av det franska rättssystemet.
Domstolssystemet består av Högsta domstolen, en appellationsdomstol, allmänna underrätter samt småmålsdomstolar.
Dödsstraffet avskaffades formellt år 2014, men dödsstraff har inte tillämpats sedan år 1958. Rättsväsendet lider år 2022 av både brist på ekonomiska resurser och kompetens.

### Internationella relationer
Madagaskar blev medlem i OAU vid grundandet den 25 maj 1963 men suspenderades från denna organisation i december 2001, vilket gjorde att man fick följa grundandet av den efterföljande organisationen, Afrikanska unionen, som suspenderad medlem. Den suspensionen hävdes dock den 10 juli 2003. Till följd av en politisk kris suspenderades sedan landet en andra gång mellan den 20 mars 2009 och den 27 januari 2014.
Även USA införde sanktioner mot Madagaskar 2009 Även dessa lyftes i samband med att en ny president installerades år 2014.

### Försvar
Madagaskar har 18 månaders värnplikt.
Madagaskars väpnade styrkor bestod år 2018 av cirka 13 500 aktiv personal fördelade på armén, flygvapnet och marinen. Utöver dessa finns cirka 8 100 personal i ett halvmilitärt gendarmeri.
Armén har den största styrkan med  cirka 12 500 aktiv personal. Materielen bestod bland annat av lätta stridsvagnar, spaningsstridsvagnar samt bepansrade personalfordon. Armén hade också medeltungt artilleri samt luftvärnsartilleri.
Flygvapnet omfattade en styrka på 500 aktiv personal, transportflygplan samt helikoptrar.
Marinen bestod av en styrka på 500 aktiv personal vilket inkluderade marinsoldater, patrullfartyg och  landningsfarkost.

## Ekonomi och infrastruktur

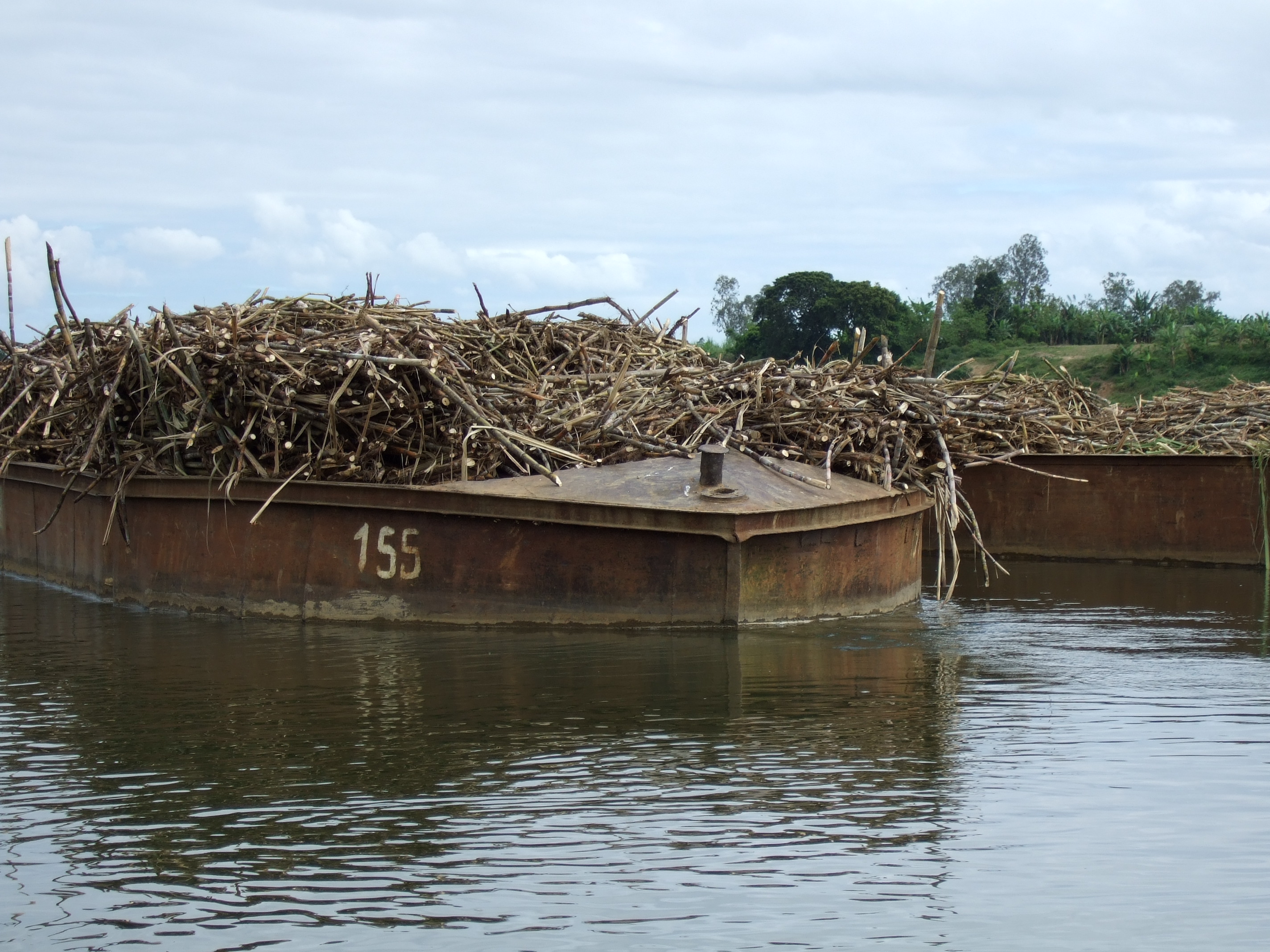
Fartyg med sockerrör nära Brickaville

Madagaskar är ett av jordens fattigaste länder. Under den första självständighetstiden bedrev landet en västvänlig politik som också gjorde att kolonialtidens ekonomiska förhållanden, dominerade av franska företag, bestod. 
Från 1972 infördes en socialistisk politik med omfattande förstatliganden. Det dåliga ekonomiska utfallet tvingade landet att åter liberalisera ekonomin stegvis under 1980-talet, med stöd av Världsbanken, vilket lett till en bättre ekonomisk utveckling. 1991 övergavs socialismen slutgiltigt, även om åtskilliga företag kvarstår i statlig ägo. De politiska kriserna 1991 och 2001-2002 resulterade i tillfälliga tillbakagångar. Sedan 1993 har korruption och politisk instabilitet gått hand i hand med ekonomisk oreda och en infrastruktur i upplösning.[källa behövs]
Under 1970- och 1980-talen bedrevs planekonomiska försök och landet saknade ekonomiska reformer, vilket ledde till att utvecklingen gick långsamt under många år. Under demokratiseringen på 1990-talet blev västvärlden ett mer intressant område. År 2009 skedde ett maktskifte och Madagaskar blev internationellt isolerat.
I slutet av 1980-talet och i början på 1990-talet infördes nya ekonomiska reformer på Madagaskar. Under Marc Ravalomananas styre från år 2002 kunde en viss uppgång noteras gällande den ekonomiska situationen. Tillväxttakten har sedan år 2003 varit relativt hög och samtidigt har inflationen sjunkit. Trots de ekonomiska reformerna kvarstod problemet med korruption och antalet fattiga var konstant. År 2007 levde ungefär 70 % av befolkningen, enligt Världsbanken, på en dollar om dagen. Regeringen har försökt att stärka Madagaskars ekonomiska position genom att investera i infrastrukturen. Jordbruks- och företagsindustrin blev privata under de ekonomiska reformerna. 

### Näringsliv

#### Jord- och skogsbruk, fiske
År 2017 stod jordbruket för 24 % av BNP och sysselsatte ungefär 80 % av befolkningen.
Jordbruket bedrivs på traditionellt vis enligt gamla metoder. Majoriteten av bönderna bedriver traditionell risodling, företrädesvis på höglandet. Flera cykloner har orsakat stora skador på risfälten vilket gjort att import av ris har varit nödvändigt vissa år.
För lokal konsumtion odlas bland annat majs, kassava, frukt och sötpotatis, men även tobak och en viss produktion av bomull, kokosnötter, kakao och bönor. För export odlas kaffe, jordnötter, vanilj och kryddnejlika. År 2019 var Madagaskars världens största producent av vanilj med en produktion på 2900 ton.
Boskapsbeståndet är stort men ger en liten avkastning och hålls ofta av andra skäl än ekonomiska.

#### Energi och råvaror
År 2019 hade 39 % av befolkningen tillgång till elektricitet. År 2016 kom 74 % av energin från fossila bränslen, 24 % från vattenkraft och 2 % från andra förnybara energikällor.

#### Industri
År 2017 stod industrin för 19,5 % av BNP.
Madagaskars industri är underutvecklad trots att landet var ett av de första i Afrika att etablera industriföretag.
Produktionen består bland annat av livsmedel, relaterade till förädling av jordbruksprodukter, cement, trävaror och jordbruksredskap. Traditionellt viktiga industrivaror är textilier, papper och tvål liksom bryggerier.

#### Tjänster och turism
År 2017 stod servicesektorn för 56,4 % av BNP.
Tjänstesektorn omfattar  handel och finans. Under år 2019 besöktes Madagaskar av 486 000 turister, vilket kan jämföras med 380 000 under 2018.

### Handel
De mest betydande exportvarorna är kaffe och vanilj. Även naturtillgångar som olja och ädelstenar har börjat ge landet exportinkomster. Den utländska satsningen gällande varor har ökat från bland annat länder som Mauritius och Frankrike. Frihandelszonerna har ökat sysselsättningen i landet inom den formella sektorn. Den informella sektorn är fortfarande stor i storstäderna. Madagaskar är dock i stort behov av både bistånd och lån från andra länder. För att utveckla sin turism måste landet investera till exempel i hotell.
Hösten 2009 uteslöts Madagaskar från AGOA-avtalet (African Growth and Opportunity Act). Innan dess kom mer än hälften av inkomsterna från textilindustrin av exportleverantören USA. Madagaskars import är större än exporten. Frankrike är viktigaste handelspartnern och under 2009 köpte Frankrike cirka en tredjedel av hela Madagaskars export. Thailand och Kina är viktiga handelspartners för importen. Några av landets största biståndsgivare, som Madagaskar är i stort behov av, är Japan, Världsbanken och EU.

### Infrastruktur

#### Transporter

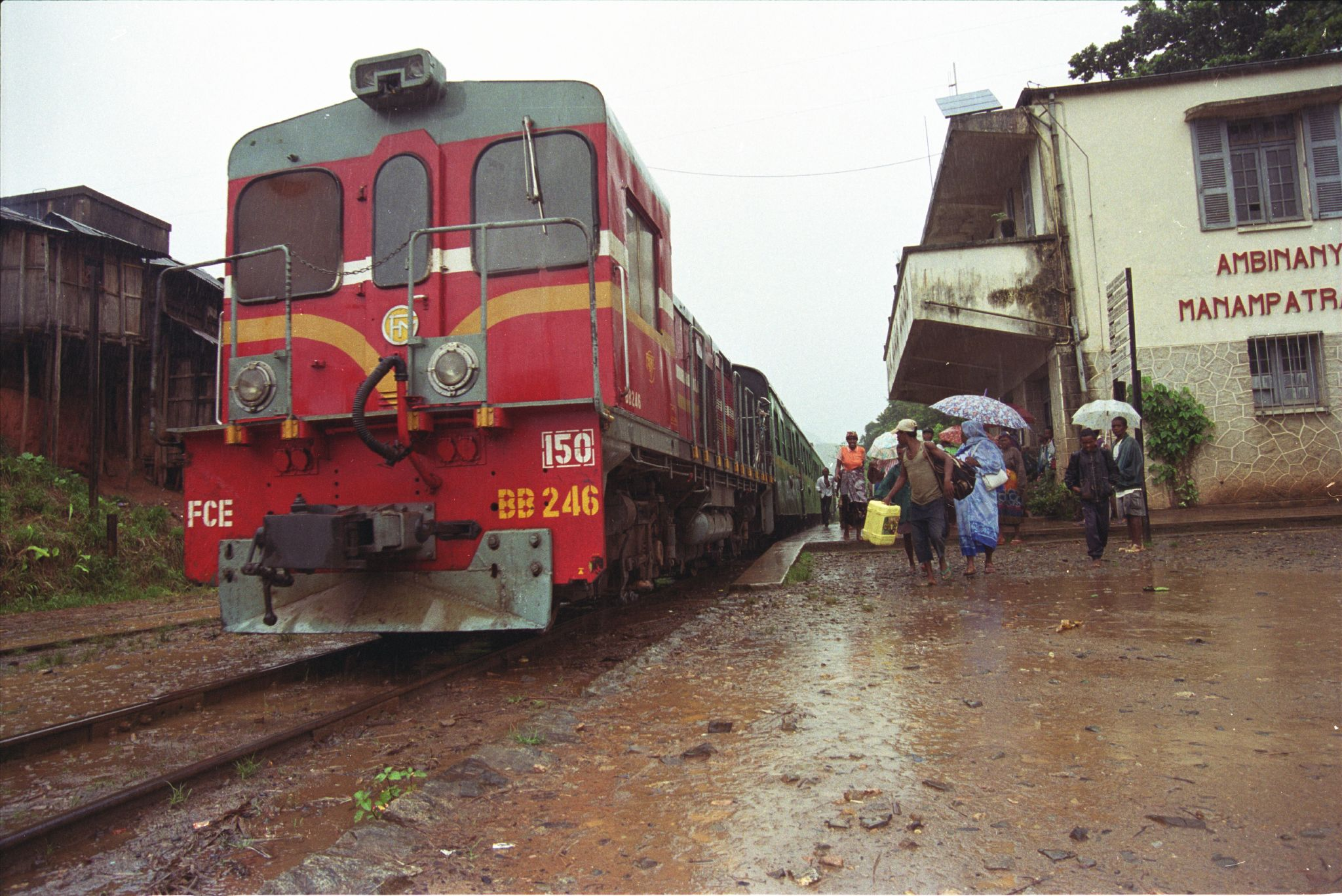
Tåg vid stationen Manampatrana

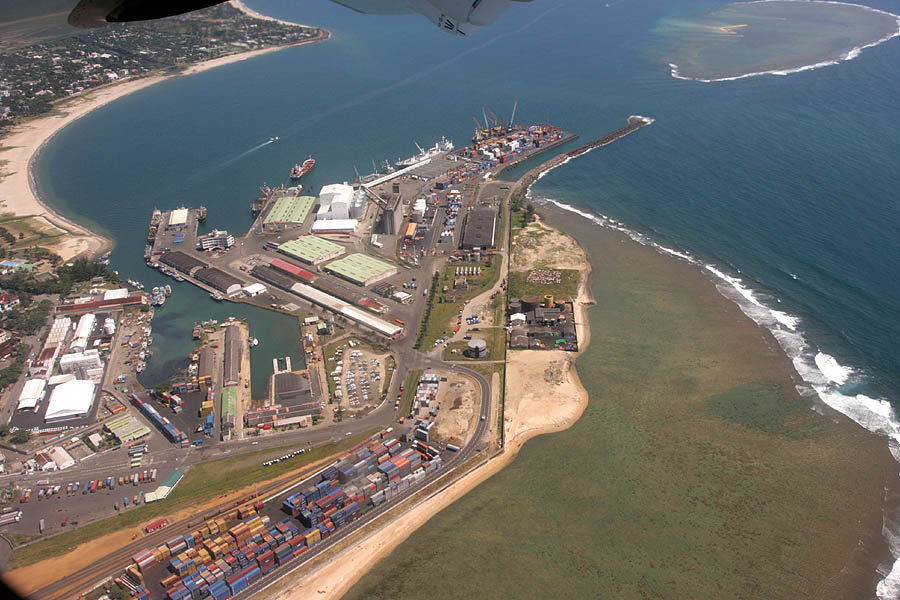
Vy över hamnen vid Toamasina

På Madagaskar används huvudsakligen det 49 638 km långa vägnätet med 5 289 km asfalterade vägar. I städer syns oftast fordon som är människo- eller djurdragna. Till de viktigaste sträckorna utanför samhällena räknas den mest trafikerade Route Nationale N°1 från Antananarivo till Tsiroanomandidy, den ekonomiskt viktiga Route Nationale N°2 från huvudstaden till Toamasina samt Route Nationale N°4 från Antananarivo till Mahajanga.
Järnvägsnätet ägdes länge av staten men 2003 fick företaget Madarail för 25 år koncessionen att bedriva nätet. Det 1 030 km långa nätet består av två enheter. Tananarive-Côte-Est-Line (T.C.E.)  från huvudstaden till Toamasina vid ostkusten och Fianarantsoa-Côte-Est-Line (F.C.E.) från Fianarantsoa till Manakara (likaså vid östkusten). Dessa huvudlinjer har några bibanor.
Hamnen vid Toamasina är landets viktigaste och 2005 stod den för 68 % av Madagaskars sjöhandelsvolym. Floderna i öns centrum är vanligen för små för större fartyg. Bara floden Betsiboka kan trafikeras på 80 kilometers längd.
Vägarna är ofta i dåligt skick och därför har flygplan större betydelse på ön. Redan under 1950-talet hade Madagaskar omkring 400 flygplatser och 58 av dem trafikerades med linjeflyg. Air Madagascar har monopol på inrikesflyg. Flygtrafiknavet i landet är Ivato International Airport vid huvudstaden med förbindelser till bland annat Paris, Johannesburg och Bangkok. 2006 hade flygplatsen 682 704 passagerare, vilket utgjorde ungefär hälften av hela landets flygtrafik.

#### Utbildning och forskning
År 2016 var läs- och skrivkunnigheten 64,7 % av den vuxna befolkningen.
Grundskoleutbildningen på fem år är obligatorisk, med skolstart vid sex års ålder, och är gratis. Sekundärskolan består av fyra plus tre år. Därutöver finns också ett antal högre utbildningar och lärosäten att välja mellan, även om endast en liten andel väljer att studera vidare.
Officiellt undervisningsspråk är madagaskiska, men alla läser även franska. Det finns både privata och offentliga skolor, och en stor andel skolor bedrivs av kristna missioner.

## Befolkning

### Demografi

#### Minoriteter
Befolkningen består av 18 etniska huvudgrupper. De flesta madagasker är multietniska, vilket återspeglar landets mix av nybyggare och historiska bakgrund.
Befolkningens ursprung utgörs huvudsakligen av en blandning med härkomst från Afrika och nuvarande Indonesien.
Befolkningen utgörs till 25 procent av merina-folket som bor i området kring Antananarivo. Andra etniska grupper är bland annat betsimisaraka som företrädesvis är bosatta i den nordöstra delen av landet, betsileo som är bosatta på platån runt Fianarantsoa, tsimihety i norr och antanandroy i söder. Sakalava-folket bor företrädesvis längs västkusten. Det finns också ett antal mindre grupper av européer, komorer, indier och kineser.

### Språk
Det officiella och gemensamma språket är malagassiska. Även franska är officiellt språk och talades år 2018 av knappt en fjärdedel av befolkningen. Engelska är inte officiellt språk men talades samma år av cirka 8 procent av befolkningen.

### Religion
År 2021 utövade ungefär hälften av befolkningen den traditionella madagaskiska religionen där förfädersdyrkan spelar en viktig roll. Drygt 40 procent var kristna, varav drygt hälften katoliker och hälften protestanter. Sju procent var muslimer, främst invandrare från Komorerna.
Den traditionella madagaskiska religionen är en blandning mellan förfädersdyrkan och animism, där de avlidna tros straffa eller belöna de nu levande. Den kombineras med en tro på lokala andar och ett komplext system av tabun som är sammanflätade med detta. Till religionen hör också Zanahary, skaparen, eller Andriamanitra, den doftande.

### Sociala förhållanden
Madagaskar hade (2021) en relativt ung befolkning, där drygt 60 procent var under 25 år. Samtidigt var befolkningstillväxten hög, vilket berodde på de höga fertilitetstalen på mer än fyra barn per kvinna. Vidare var stora familjer normen. Många kvinnor gifte sig i ung ålder och skaffade barn tidigt, ofta under press från familjen. Kombinationen unga mammor, fattigdom och brist på sjukvårdspersonal har gett resultatet hög andel spädbarnsdöd och mödradödlighet. Barnäktenskap och arrangerade äktenskap var mycket vanliga trots att lagstiftningen förbjöd barnäktenskap.

### Hälsa
Enligt uppgifter från 2022 var befolkningen till övervägande del bosatta på landsbygden där fattigdom och kronisk undernäring var utbredd. År 2018 beräknades 26,4 procent av barnen under fem år vara undernärda.
År 2020 beräknades 0,3 procent av befolkningen vara smittade med hiv/aids, vilket motsvarade 42 000 personer. Samma år avled 1 800 personer i aids.

## Kultur

### Massmedier
Madagaskars massmedier påverkas starkt av ägarnas politiska och ekonomiska intressen, vilket gjort att medierna i hög grad blivit politiserade.

#### Press och förlag
År 2019 fanns fyra privatägda, och en katolsk, dagliga nyhetstidningar.

#### Radio och television
Radio är det huvudsakliga mediet för inhämtning av nyheter. Staten har monopol på rikstäckande sändningar men det finns hundratals privata, lokala radio- och tv-kanaler.

### Konstarter

### Traditioner

#### Kläder och mode

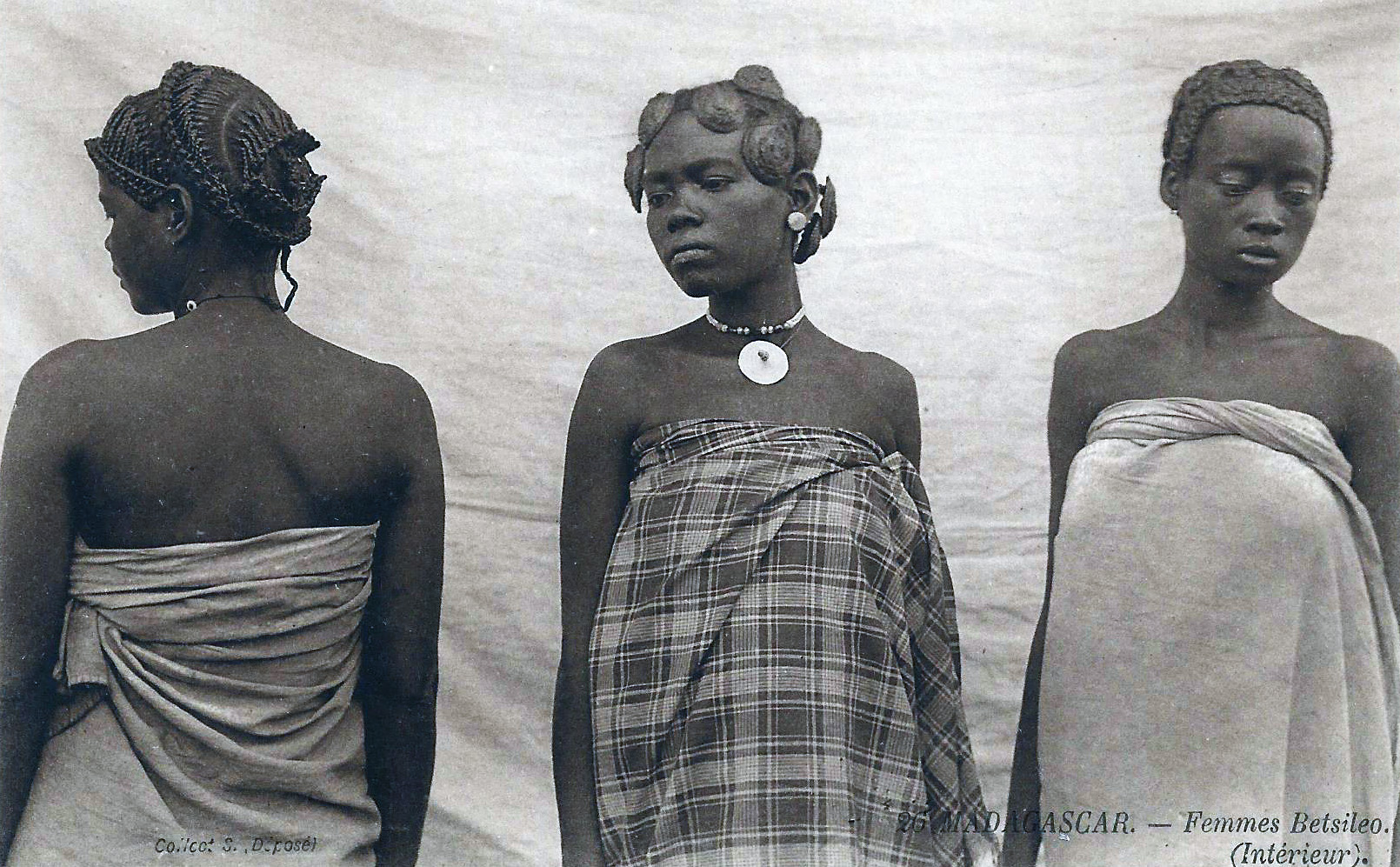

Den typiska klädseln varierar dels beroende av plats och dels beroende på socioekonomisk status.
På landsbygden och i de socioekonomiskt lägre, eller äldre, delarna av städerna bärs vanligen mer traditionella kläder. För män består de traditionella kläderna av en stor skjorta samt shorts alternativt långa byxor. Kvinnorna bär klänningar med rynkade kjolar. Längs kusten bär kvinnorna istället kjol som adderas med en topp i form av en rektangulär sjal, lamba. Denna bärs i synnerhet vid högtidliga tillfällen.
Madagasker i medelklassen och ungdomar i storstäder är influerade av västerländsk klädsel och bär till vardags ofta klänningar eller jeans, även om de ofta kombineras med en uppdaterad form av traditionella inslag.   

## Internationella rankningar
| Organisation                                | Undersökning                   | Rankning   |
| ------------------------------------------- | ------------------------------ | ---------- |
| Heritage Foundation/The Wall Street Journal | Index of Economic Freedom 2019 | 114 av 180 |
| Reportrar utan gränser                      | Pressfrihetsindex 2019         | 54 av 180  |
| Transparency International                  | Korruptionsindex 2018          | 152 av 180 |
| FN:s utvecklingsprogram                     | Human Development Index 2018   | 162 av 189 |